# Linn C5
Linn C5 Catruck (от англ. Caterpillar — «гусеница» и англ. Truck — «грузовик»; название подразумевало обладание машины свойствами как гусеничной техники, так и колёсных грузовых автомобилей) — американский колёсно-гусеничный (со вспомогательным гусеничным движителем, обеспечивавшим переход с колёсного на полугусеничный ход) артиллерийский тягач периода Второй мировой войны. Не был принят на вооружение сухопутных войск в первоначальной конфигурации из-за сложности и непрактичности конструкции, однако впоследствии закуплен в небольшом количестве ВМС США.

## История создания
Низкая скорость полугусеничных автомобилей Linn при передвижении по шоссе привела к созданию в 1939 году оригинальной полноприводной колёсно-гусеничной машины, сочетавшей в себе свойства колёсного и полугусеничного автомобилей. Опытный экземпляр машины, получившей обозначение C5 и предполагавшейся для использования в качестве тягача 155-мм гаубиц, прошёл армейские испытания, по результатам которых был сделан вывод о непригодности автомобиля для принятия на вооружение армии США из-за излишней сложности и непрактичности. Тем не менее, машиной позднее заинтересовались военно-морские силы США, по заказу которых до 1944 года было построено около 25 машин, использовавшихся в качестве средства для эвакуации десантных катеров.
В 1940-е годы C5 также предлагался фирмой Linn гражданским покупателям в качестве коммерческого грузового автомобиля.

## Описание конструкции
C5 представлял собой бортовой тягач переднемоторной, полноприводной вагонной компоновки с металлической остеклённой кабиной.

### Двигатель и трансмиссия
Машина оснащалась бензиновым двигателем Hercules мощностью 104 л. с. и рабочим объёмом 8 668 см3. Трансмиссия — механическая, с пятискоростной коробкой переключения передач марки Fuller.

### Ходовая часть
Ходовая часть машины — колёсно-гусеничная, с основным колёсным и вспомогательным гусеничным движителем.
Колёсный движитель состоял из двух ведущих автомобильных мостов (при этом привод заднего моста был подключаемым) с подвеской на полуэллиптических листовых рессорах. Колёса как на переднем, так и на заднем мосту были двускатными.
Модернизированный гусеничный движитель конструкции Линна, подвешенный перед задним мостом снаружи рамы, имел несколько отличавшуюся от традиционной для машин фирмы конструкцию и, применительно к одному борту, состоял из сблокированных в тележку заднего ведущего и переднего направляющего колёс большого диаметра, а также двух сблокированных и балансирно подвешенных опорных катков (в чём состояло его основное отличие от стандартных движителей фирмы Linn, где функцию опорных катков выполняла оригинальная система из двух охваченных цепью с небольшими роликами башмаков). Зацепление гусеничной ленты — цевочное.
Движение автомобиля по шоссе осуществлялось на колёсах, тогда как гусеничный движитель был поднят; это позволяло скомпенсировать один из главных недостатков движителя Линна, заключавшийся в неприспособленности для движения на высоких скоростях, а также уменьшало его износ и исключало повреждение дорожного покрытия металлическими траками гусениц. При переходе с дороги на пересечённую местность гусеничный движитель при помощи гидравлических приводов опускался ниже уровня задних колёс, приподнимая их над землёй (при этом привод заднего моста отключался) и переводя таким образом машину на полугусеничный ход. Переход с колёсного хода на полугусеничный или обратно занимал около 7 секунд.

## Сохранившиеся экземпляры
До наших дней сохранился лишь один экземпляр автомобиля, произведённый в 1940 году. Остов этой машины, найденный на свалке, был приобретён в 2005 году энтузиастом Джоном Белфилдом и полностью отреставрирован.